# Хазиево
Хазиево (баш. Хажи) — деревня в Бураевском районе Республики Башкортостан Российской Федерации. Входит в состав Челкаковского сельсовета. 

## География

### Географическое положение
Расстояние до:
- районного центра (Бураево): 30 км,
- центра сельсовета (Челкаково): 7 км,
- ближайшей ж/д станции (Янаул): 98 км.

## Население
| 2002 | 2009 | 2010 |
| ---- | ---- | ---- |
| 89   | ↘74  | ↘66  |